# 6 Oddział Ochrony Pogranicza
 6 Oddział Ochrony Pogranicza – zlikwidowany oddział w strukturze organizacyjnej Wojsk Ochrony Pogranicza pełniący służbę na  granicy polsko-radzieckiej.

## Formowanie i zmiany organizacyjne
6 Oddział Ochrony Pogranicza JW 1867 (Zarządzenie SzSG Nr  053/Org. 30 marca 1946) został sformowany na podstawie rozkazu organizacyjnego Nr 0245/Org. Naczelnego Dowódcy WP z 13 września 1945 przez Warszawski Okręg Wojskowy według etatu Nr 8/8-C o stanie 1856 oficerów, podoficerów i szeregowców oraz 23 pracowników cywilnych z żołnierzy 1., 15. i 18. Dywizji Piechoty, na podstawie rozkazu NDWP nr 0245/org. z 13 września 1945 w składzie czterech komendantur odcinków i 16 strażnic. Sztab oddziału stacjonował w Sokółce i Białymstoku przy ul. Piasta 33.
W 1946, w 6. Oddziale Ochrony Pogranicza zmieniano aż cztery razy dowódcę oddziału.
Rozkazem organizacyjnym Naczelnego Dowódcy WP nr 0272/Org. z października 1945, wstrzymano chwilowo organizację oddziałów WOP mających ochraniać granicę północną (4., 5.) i wschodnią (6., 7.) nie oznaczało, że prace organizacyjne tych oddziałów zostały przerwane. Ideą wydanego rozkazu było wobec braku możliwości jednoczesnej organizacji wszystkich oddziałów WOP, rozłożenie wysiłku organizacyjnego na dwa etapy. W etapie pierwszym skierowano wysiłek organizacyjny, posiadane siły i środki na organizację tych oddziałów WOP, których organizacja warunkowała realizację planów reorganizacji sił zbrojnych. Oddziały WOP, które nie odgrywały takiej roli, pozbawione były właściwego wsparcia organizacyjnego okręgów wojskowych. Wsparcie to mogło nastąpić dopiero w drugiej kolejności, po zaspokojeniu najpilniejszych potrzeb oddziałów WOP mających objąć zachodnią i południową granicę państwa.
Zgodnie z wydanym rozkazem prace związane z organizacją 4., 5., 6. i 7. Oddziału WOP miały być zakończone do 15 grudnia 1945. Jednak rozliczne trudności związane przede wszystkim z niedoborem kadry oficerskiej i podoficerskiej, a także z brakiem wyposażenia uniemożliwiły zakończenie prac nad organizacją tych oddziałów w nakazanym terminie. Prace związane z ich organizacją przeciągnęły się do połowy 1946, świadczy o tym m.in. wystąpienie ND WP marsz. Michała Roli-Żymierskiego na odprawie dowódców okręgów wojskowych w dniu 14 maja 1946 gdzie stwierdził „[…] Okres organizacyjny WOP nie jest ukończony, stąd podporządkowanie oddziałów WOP dowódcom okręgów wojskowych”. Natomiast proces przejmowania odcinków granicznych trwał jeszcze dłużej, przeciągając się do października 1946.
Na podstawie rozkazu Nr 0153/Org. Naczelnego Dowódcy WP z 21 września 1946 jednostka została przeformowana. Na jego bazie powstał 6 Białostocki Oddział Wojsk Ochrony Pogranicza.

## Skład organizacyjny
Stan w 1945:
- Dowódca oddziału
  - Adiutant
- Zastępca ds. polityczno-wychowawczych
  - Wydział polityczno-wychowawczy
- Zastępca ds. liniowych
  - Kierownik służby psów
- Szef sztabu
  - Sztab
- Zastępca ds. wywiadu
  - Wydział wywiadowczy
- Pomocnik ds. gospodarczych
  - Wydział zaopatrzenia materiałowo-technicznego
  - Sekcja kwatermistrzowsko-eksploatacyjna
  - Kompania gospodarcza
- Szef służby inżynieryjnej
- Szef służby samochodowej
- Szef służby chemicznej
- Szef służby sanitarnej
  - Ambulatorium Izba chorych
- Szef służby weterynaryjnej
  - Ambulatorium weterynaryjne
- 26 komenda odcinka – Sejny
- 27 komenda odcinka – Makowlany
- 28 komenda odcinka – Michałowo
- 29 komenda odcinka – Kleszczele
- 6 przejściowych punktów kontrolnych (PPK)[h][i].
- Grupa manewrowa[18] (175 żołnierzy)[j]
- Pluton komendancki.

## Sąsiednie oddziały Ochrony Pogranicza
- 5 Oddział Ochrony Pogranicza ⇔ 7 Oddział Ochrony Pogranicza[k].

## Dowódcy oddziału
- mjr Stanisław Macur (był na początku 1946)[12]
- płk Wincenty Mischke.

## Przekształcenia
6 Oddział Ochrony Pogranicza → 6 Białostocki Oddział WOP → 11 Brygada Ochrony Pogranicza → 22 Brygada WOP → Grupa Manewrowa WOP Białystok → Samodzielny Oddział Zwiadowczy WOP Białystok → 22 Oddział WOP → 22 Białostocki Oddział WOP → Podlasko-Mazurska Brygada WOP → Podlaski Oddział Straży Granicznej